# Hendrik van Vlaanderen

Wapen van het Latijnse Rijk van Constantinopel.

Hendrik van Vlaanderen (ook: Hendrik van Henegouwen of Hendrik van Constantinopel) (1174 - 11 juni 1216) was de tweede keizer van het Latijnse Keizerrijk.
Hendrik was een zoon (derde zoon) van graaf Boudewijn V van Henegouwen en Margaretha van de Elzas, de gravin van Vlaanderen. Hij was gehuwd met Agnes (-1207), dochter van Bonifatius I van Monferrato. Hendrik volgde in 1205 zijn broer Boudewijn, die in 1205 spoorloos verdwenen was, op als keizer van Constantinopel.

## Levensloop
Hendrik sloot zich in 1201 aan bij de Vierde Kruistocht en was aanwezig bij de diverse belegeringen van Constantinopel. Gedurende het beleg in juli 1203 was Hendrik een van de acht aanvoerders, de andere Bonifatius I van Monferrato (leider van de kruistocht), doge Enrico Dandolo (leider van de Venetianen), Lodewijk van Blois (een van de voornaamste volgers) en Hendriks eigen broer Boudewijn van Vlaanderen, die de grootste groep soldaten leidde. Gedurende het beleg van 1204 leidde Hendrik een expeditie om aan levensmiddelen te komen en plunderden een kasteel in Philia bij de Zwarte Zee. Volgens Robert de Clari bestond Hendriks gevolg uit 30 ridders en een onbekend aantal ruiters (gekenmerkt als "sergeanten te paard"). Er werd een hinderlaag opgezet door keizer Alexios V Doukas Mourtzouphlos maar Hendrik en zijn mannen wisten de Grieken geruisloos te verslaan en kaapte een gerefiseerd iconische relict mee dat mogelijk aan Christus had behoord en keerde vervolgens terug naar het kruisvaarderskamp. Hendrik werd mede door deze actie een prominent en gerespecteerd lid onder de leiders van de kruisvaarders. Hij lag mee aan de basis van de verzameling kunstschatten, de beschermde kunstschatten van de kathedraal van Namen toen hij relieken verstuurde naar zijn broer graaf Filips I van Namen.

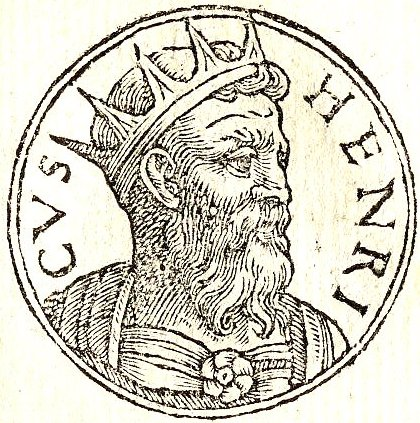

Toen zijn oudere broer, Keizer Boudewijn I gevangen was genomen na de Slag bij Adrianopel in april 1205 door de Bulgaren, werd Hendrik gekozen als opvolger door de regenten van het Latijnse keizerrijk en volgde zijn broer op toen het nieuws bekend werd dat Boudewijn I dood was. Hij werd op 20 augustus 1206 door Thomas Morosini, de nieuwe Latijnse patriarch, gekroond tot keizer.
Hendrik werd niet enkel gerespecteerd door de kruisvaarders, hij genoot ook respect als soldaat en man van eer bij de Grieken. De troonstrijd na de dood van Kalojan in 1207 wist hij uit te buiten. Boril van Bulgarije verdreef de andere troonpretendenten, Ivan Asen II vluchtte naar het Kievse Rijk, Strez vluchtte naar Servië en Alexius Slav zocht hulp bij Hendrik. In 1208/1209 trok hij op om Demetrius van Monferrato op de troon van Thessaloniki te helpen. Het hertogdom Athene en Morea zouden hem hommage doen. Met het despotaat Epirus sloot hij een pact door het huwelijk van zijn broer Eustatius van Vlaanderen met een dochter van despoot Michaël I Komnenos Doukas. Hij wist in 1211 Theodoros I Laskaris te verslaan in een slag bij de Rhyndakos. De grens met het keizerrijk Nicea werd in 1212 en 1214 geregeld. Het Latijnse Rijk kreeg slechts de noordwestkust van Klein-Azië tot Adrarnyttion.
Hij stierf in 1216, waarschijnlijk werd hij vergiftigd door zijn tweede vrouw Maria Asen van Bulgarije.
Hij werd als keizer van het Latijnse Keizerrijk opgevolgd door zijn zus Yolande van Henegouwen en haar echtgenoot Peter van Courtenay.